# Hemiacetale

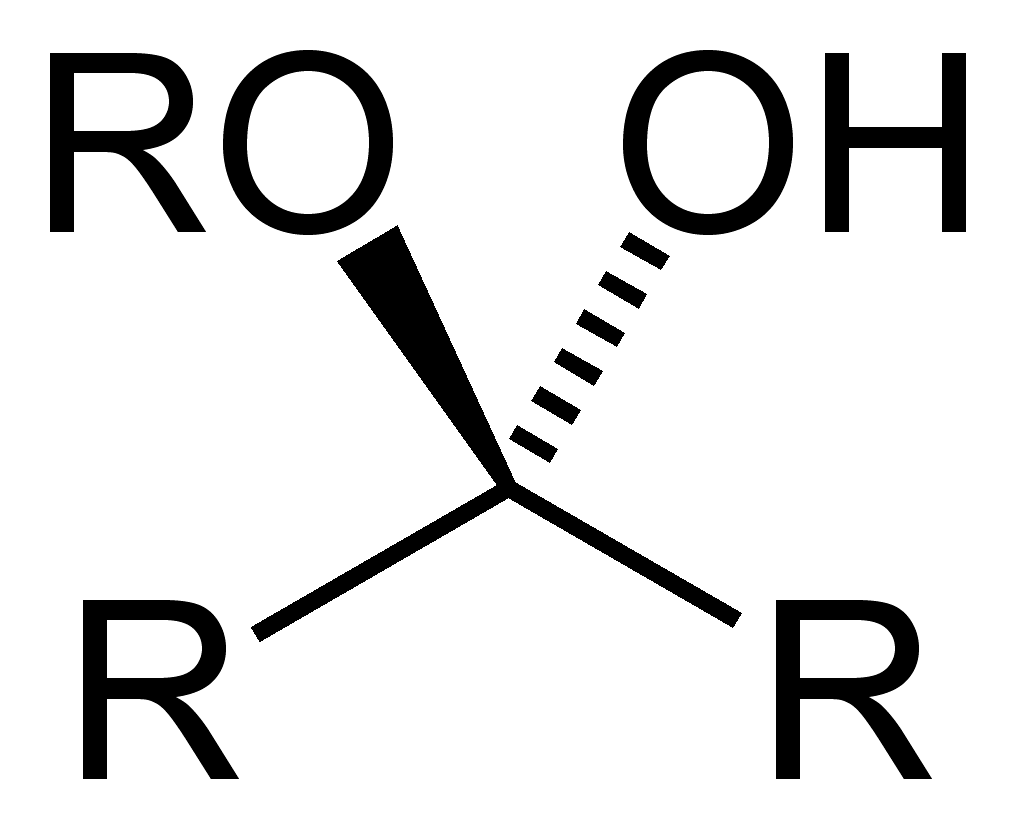
Wzór ogólny hemiacetali

Hemiacetale (półacetale) – grupa organicznych związków chemicznych o wzorze ogólnym R2C(OH)OR′ (R′ ≠ H) powstających w wyniku działania alkoholi na aldehydy lub ketony. Hemiacetale posiadają grupę hydroksylową i grupę alkoksylową przy tym samym atomie węgla. Podgrupą hemiacetali są hemiketale o wzorze R2C(OH)OR (R ≠ H) powstające formalnie poprzez addycję alkoholu do grupy karbonylowej ketonu. Przykładem hemiacetalu jest cykliczna forma glukozy.